# La bellissima estate
La bellissima estate è un film italiano del 1974 diretto da Sergio Martino.

## Trama
Gianluca, figlio di Emanuela e Vittorio Bennati, si trova in Versilia per la vacanza estiva. Il padre, al quale è molto attaccato, rimane spesso lontano sia per affari (è un ingegnere, proprietario di una industria), sia perché ha l'hobby delle corse automobilistiche da dilettante, di nascosto della moglie. Per conseguenza, quando la mamma gli annuncia che non rientreranno a Milano per l'autunno, Gianluca sospetta che si tratti di una doppia vita dei genitori stessi e di un imminente divorzio: l'equivoco è favorito dall'amicizia di Manuela per l'architetto Giorgio Savona, con il quale non di rado si incontra. Le difficoltà per farsi accettare dai paesani compagni di scuola e l'amicizia con la piccola Olga, come lui milionaria, non bastano a calmare il fanciullo che un giorno, di nascosto della mamma, riesce a fuggire a Milano, alla ricerca del padre, con l'aiuto dell'amichetto Marco e del bizzarro "il Barone". Scopre così che suo padre è morto in un incidente proprio durante una gara automobilistica. Affranto, Gianluca torna a casa, ma pochi giorni dopo si precipita con una carretta giocattolo e riporta lesioni gravissime: ricoverato in ospedale, morirà tra le braccia della madre disperata, sognando comunque di rincontrare il padre.